# Темерер (линеен кораб, 1907)
Темерер (на английски: HMS Téméraire) е британски линеен кораб от типа „Белерофонт“, последният от трите в серията. Участва в Първата световна война, в частност – в Ютландското сражение.

## История
Построен е в Кралската корабостроителница в Девънпорт.
Поръчан е през 1906 г. от Военноморското министерство, за строителството му са отделени 1 641 114 £. Килът е заложен на 1 януари 1907 г., спуснат е на вода на 24 август 1907 г., влиза в състава на британския кралски флот на 1 май 1909 г. Макар линейните кораби от типа „Белерофонт“ външно малко да се отличават от своя предшественик, те са значително подобрени с поставянето на противоминни прегради и с по-мощното си спомагателно въоръжение състоящо се от 16 4 дюймови оръдия поставени в каземати в надстройката. С началото на войната влиза в 4-та ескадра линкори на Гранд Флийт, наблюдава Ютландския бой, но без самият той да води огън. В самия край на войната е прехвърлен в Средиземно море. От 1919 г. е учебен кораб.